# Mario Rossi (direttore d'orchestra)

Mario Rossi (prima del 1956)

Mario Rossi (Roma, 29 marzo 1902 – Roma, 29 giugno 1992) è stato un direttore d'orchestra italiano, noto in particolare in campo operistico e per la lunga attività alla guida dell'Orchestra Sinfonica della RAI di Torino.

## Biografia
Studiò a Roma, composizione con Ottorino Respighi e direzione d'orchestra con Giacomo Setaccioli, diplomandosi nel 1925. Subito dopo ottenne il posto di direttore assistente di Bernardino Molinari. Fu in seguito direttore stabile del Maggio Musicale Fiorentino dal 1937 al 46, debuttando nell'Iris di Pietro Mascagni e dirigendo l'anno seguente la prima esecuzione di Antonio e Cleopatra di Gian Francesco Malipiero.
Apparve in Italia nella maggior parte dei teatri d'opera con pressoché tutto il repertorio del melodramma italiano, contribuendo alla riscoperta di opere dimenticate, come Il filosofo di campagna di Baldassare Galuppi, Il ritorno di Ulisse in patria di Claudio Monteverdi, La buona figliuola di Niccolò Piccinni.
Dal 1946 al 1969 fu direttore stabile dell'Orchestra sinfonica della RAI di Torino conducendola a una caratura internazionale, testimoniata da tournée a Bruxelles (1950), Vienna (1951), Salisburgo (1952) e da diverse incisioni discografiche: tra le più rilevanti Il matrimonio segreto, Il barbiere di Siviglia, Don Pasquale, Un ballo in maschera, Otello, Falstaff.

## Discografia selettiva
- Cilea: Adriana Lecouvreur - Magda Olivero/Franco Corelli/Giulietta Simionato/Ettore Bastianini/Mario Rossi, Opera d'Oro
- Grieg: Piano Concerto, Op. 16 - Schumann: Carnevale di Vienna, Op. 26 - Arturo Benedetti Michelangeli/Mario Rossi/Orchestra Sinfonica Di Roma della RAI, Mangora
- La Cenerentola - Cetra, 1949
- Guglielmo Tell - Cetra, 1951
- La figlia del reggimento - Cetra, 1950
- Don Pasquale - Cetra, 1952
- Luisa Miller - Cetra, 1951
- Falstaff - Cetra, 1949
- Conchita - Gold Age of Opera, 1969
- Roberto Devereux - 1964 (Live) - Real Teatro San Carlo con Leyla Gencer e Piero Cappuccilli